# Засідка (шахова композиція)
З́асідка — тактичний прийом (тактична ідея) в шаховій композиції. Його суть — далекобійна фігура робить хід на поле за іншу чорну або білу фігуру, після відходу якої відкривається лінія впливу на стратегічне поле, фігуру або лінію. 

## Історія
Спочатку цей тактичний прийом активно використовувався в практичних партіях, згодом, з розвитком шахової композиції — і в шахових задачах та етюдах. В багатьох шахових темах є складовою задуму, зокрема: американо-індійської теми, Ерлена маневру, теми Забунова, теми Метценауера, або при побудові батареї чи пів-батареї.
 Засідка буває проста, якщо тематична фігура опиняється позаду другої фігури, і складна, якщо тематична фігура стає позаду кількох фігур.
Ця тактична ідея має елементи маскування, неочевидності наступних дій, тому й дістала назву — засідка.
|   | a | b | c | d | e | f | g | h |   |
| 8 | h8 білий слон · c7 біла тура · e7 білий король · f7 чорний кінь · g7 білий ферзь · b6 чорний пішак · d6 білий пішак · e6 білий пішак · d5 чорний король · c4 білий кінь · a3 чорна тура · e3 чорний пішак · g3 білий кінь · e2 чорний кінь · b1 чорний ферзь | h8 білий слон · c7 біла тура · e7 білий король · f7 чорний кінь · g7 білий ферзь · b6 чорний пішак · d6 білий пішак · e6 білий пішак · d5 чорний король · c4 білий кінь · a3 чорна тура · e3 чорний пішак · g3 білий кінь · e2 чорний кінь · b1 чорний ферзь | h8 білий слон · c7 біла тура · e7 білий король · f7 чорний кінь · g7 білий ферзь · b6 чорний пішак · d6 білий пішак · e6 білий пішак · d5 чорний король · c4 білий кінь · a3 чорна тура · e3 чорний пішак · g3 білий кінь · e2 чорний кінь · b1 чорний ферзь | h8 білий слон · c7 біла тура · e7 білий король · f7 чорний кінь · g7 білий ферзь · b6 чорний пішак · d6 білий пішак · e6 білий пішак · d5 чорний король · c4 білий кінь · a3 чорна тура · e3 чорний пішак · g3 білий кінь · e2 чорний кінь · b1 чорний ферзь | h8 білий слон · c7 біла тура · e7 білий король · f7 чорний кінь · g7 білий ферзь · b6 чорний пішак · d6 білий пішак · e6 білий пішак · d5 чорний король · c4 білий кінь · a3 чорна тура · e3 чорний пішак · g3 білий кінь · e2 чорний кінь · b1 чорний ферзь | h8 білий слон · c7 біла тура · e7 білий король · f7 чорний кінь · g7 білий ферзь · b6 чорний пішак · d6 білий пішак · e6 білий пішак · d5 чорний король · c4 білий кінь · a3 чорна тура · e3 чорний пішак · g3 білий кінь · e2 чорний кінь · b1 чорний ферзь | h8 білий слон · c7 біла тура · e7 білий король · f7 чорний кінь · g7 білий ферзь · b6 чорний пішак · d6 білий пішак · e6 білий пішак · d5 чорний король · c4 білий кінь · a3 чорна тура · e3 чорний пішак · g3 білий кінь · e2 чорний кінь · b1 чорний ферзь | h8 білий слон · c7 біла тура · e7 білий король · f7 чорний кінь · g7 білий ферзь · b6 чорний пішак · d6 білий пішак · e6 білий пішак · d5 чорний король · c4 білий кінь · a3 чорна тура · e3 чорний пішак · g3 білий кінь · e2 чорний кінь · b1 чорний ферзь | 8 |
| 7 | h8 білий слон · c7 біла тура · e7 білий король · f7 чорний кінь · g7 білий ферзь · b6 чорний пішак · d6 білий пішак · e6 білий пішак · d5 чорний король · c4 білий кінь · a3 чорна тура · e3 чорний пішак · g3 білий кінь · e2 чорний кінь · b1 чорний ферзь | h8 білий слон · c7 біла тура · e7 білий король · f7 чорний кінь · g7 білий ферзь · b6 чорний пішак · d6 білий пішак · e6 білий пішак · d5 чорний король · c4 білий кінь · a3 чорна тура · e3 чорний пішак · g3 білий кінь · e2 чорний кінь · b1 чорний ферзь | h8 білий слон · c7 біла тура · e7 білий король · f7 чорний кінь · g7 білий ферзь · b6 чорний пішак · d6 білий пішак · e6 білий пішак · d5 чорний король · c4 білий кінь · a3 чорна тура · e3 чорний пішак · g3 білий кінь · e2 чорний кінь · b1 чорний ферзь | h8 білий слон · c7 біла тура · e7 білий король · f7 чорний кінь · g7 білий ферзь · b6 чорний пішак · d6 білий пішак · e6 білий пішак · d5 чорний король · c4 білий кінь · a3 чорна тура · e3 чорний пішак · g3 білий кінь · e2 чорний кінь · b1 чорний ферзь | h8 білий слон · c7 біла тура · e7 білий король · f7 чорний кінь · g7 білий ферзь · b6 чорний пішак · d6 білий пішак · e6 білий пішак · d5 чорний король · c4 білий кінь · a3 чорна тура · e3 чорний пішак · g3 білий кінь · e2 чорний кінь · b1 чорний ферзь | h8 білий слон · c7 біла тура · e7 білий король · f7 чорний кінь · g7 білий ферзь · b6 чорний пішак · d6 білий пішак · e6 білий пішак · d5 чорний король · c4 білий кінь · a3 чорна тура · e3 чорний пішак · g3 білий кінь · e2 чорний кінь · b1 чорний ферзь | h8 білий слон · c7 біла тура · e7 білий король · f7 чорний кінь · g7 білий ферзь · b6 чорний пішак · d6 білий пішак · e6 білий пішак · d5 чорний король · c4 білий кінь · a3 чорна тура · e3 чорний пішак · g3 білий кінь · e2 чорний кінь · b1 чорний ферзь | h8 білий слон · c7 біла тура · e7 білий король · f7 чорний кінь · g7 білий ферзь · b6 чорний пішак · d6 білий пішак · e6 білий пішак · d5 чорний король · c4 білий кінь · a3 чорна тура · e3 чорний пішак · g3 білий кінь · e2 чорний кінь · b1 чорний ферзь | 7 |
| 6 | h8 білий слон · c7 біла тура · e7 білий король · f7 чорний кінь · g7 білий ферзь · b6 чорний пішак · d6 білий пішак · e6 білий пішак · d5 чорний король · c4 білий кінь · a3 чорна тура · e3 чорний пішак · g3 білий кінь · e2 чорний кінь · b1 чорний ферзь | h8 білий слон · c7 біла тура · e7 білий король · f7 чорний кінь · g7 білий ферзь · b6 чорний пішак · d6 білий пішак · e6 білий пішак · d5 чорний король · c4 білий кінь · a3 чорна тура · e3 чорний пішак · g3 білий кінь · e2 чорний кінь · b1 чорний ферзь | h8 білий слон · c7 біла тура · e7 білий король · f7 чорний кінь · g7 білий ферзь · b6 чорний пішак · d6 білий пішак · e6 білий пішак · d5 чорний король · c4 білий кінь · a3 чорна тура · e3 чорний пішак · g3 білий кінь · e2 чорний кінь · b1 чорний ферзь | h8 білий слон · c7 біла тура · e7 білий король · f7 чорний кінь · g7 білий ферзь · b6 чорний пішак · d6 білий пішак · e6 білий пішак · d5 чорний король · c4 білий кінь · a3 чорна тура · e3 чорний пішак · g3 білий кінь · e2 чорний кінь · b1 чорний ферзь | h8 білий слон · c7 біла тура · e7 білий король · f7 чорний кінь · g7 білий ферзь · b6 чорний пішак · d6 білий пішак · e6 білий пішак · d5 чорний король · c4 білий кінь · a3 чорна тура · e3 чорний пішак · g3 білий кінь · e2 чорний кінь · b1 чорний ферзь | h8 білий слон · c7 біла тура · e7 білий король · f7 чорний кінь · g7 білий ферзь · b6 чорний пішак · d6 білий пішак · e6 білий пішак · d5 чорний король · c4 білий кінь · a3 чорна тура · e3 чорний пішак · g3 білий кінь · e2 чорний кінь · b1 чорний ферзь | h8 білий слон · c7 біла тура · e7 білий король · f7 чорний кінь · g7 білий ферзь · b6 чорний пішак · d6 білий пішак · e6 білий пішак · d5 чорний король · c4 білий кінь · a3 чорна тура · e3 чорний пішак · g3 білий кінь · e2 чорний кінь · b1 чорний ферзь | h8 білий слон · c7 біла тура · e7 білий король · f7 чорний кінь · g7 білий ферзь · b6 чорний пішак · d6 білий пішак · e6 білий пішак · d5 чорний король · c4 білий кінь · a3 чорна тура · e3 чорний пішак · g3 білий кінь · e2 чорний кінь · b1 чорний ферзь | 6 |
| 5 | h8 білий слон · c7 біла тура · e7 білий король · f7 чорний кінь · g7 білий ферзь · b6 чорний пішак · d6 білий пішак · e6 білий пішак · d5 чорний король · c4 білий кінь · a3 чорна тура · e3 чорний пішак · g3 білий кінь · e2 чорний кінь · b1 чорний ферзь | h8 білий слон · c7 біла тура · e7 білий король · f7 чорний кінь · g7 білий ферзь · b6 чорний пішак · d6 білий пішак · e6 білий пішак · d5 чорний король · c4 білий кінь · a3 чорна тура · e3 чорний пішак · g3 білий кінь · e2 чорний кінь · b1 чорний ферзь | h8 білий слон · c7 біла тура · e7 білий король · f7 чорний кінь · g7 білий ферзь · b6 чорний пішак · d6 білий пішак · e6 білий пішак · d5 чорний король · c4 білий кінь · a3 чорна тура · e3 чорний пішак · g3 білий кінь · e2 чорний кінь · b1 чорний ферзь | h8 білий слон · c7 біла тура · e7 білий король · f7 чорний кінь · g7 білий ферзь · b6 чорний пішак · d6 білий пішак · e6 білий пішак · d5 чорний король · c4 білий кінь · a3 чорна тура · e3 чорний пішак · g3 білий кінь · e2 чорний кінь · b1 чорний ферзь | h8 білий слон · c7 біла тура · e7 білий король · f7 чорний кінь · g7 білий ферзь · b6 чорний пішак · d6 білий пішак · e6 білий пішак · d5 чорний король · c4 білий кінь · a3 чорна тура · e3 чорний пішак · g3 білий кінь · e2 чорний кінь · b1 чорний ферзь | h8 білий слон · c7 біла тура · e7 білий король · f7 чорний кінь · g7 білий ферзь · b6 чорний пішак · d6 білий пішак · e6 білий пішак · d5 чорний король · c4 білий кінь · a3 чорна тура · e3 чорний пішак · g3 білий кінь · e2 чорний кінь · b1 чорний ферзь | h8 білий слон · c7 біла тура · e7 білий король · f7 чорний кінь · g7 білий ферзь · b6 чорний пішак · d6 білий пішак · e6 білий пішак · d5 чорний король · c4 білий кінь · a3 чорна тура · e3 чорний пішак · g3 білий кінь · e2 чорний кінь · b1 чорний ферзь | h8 білий слон · c7 біла тура · e7 білий король · f7 чорний кінь · g7 білий ферзь · b6 чорний пішак · d6 білий пішак · e6 білий пішак · d5 чорний король · c4 білий кінь · a3 чорна тура · e3 чорний пішак · g3 білий кінь · e2 чорний кінь · b1 чорний ферзь | 5 |
| 4 | h8 білий слон · c7 біла тура · e7 білий король · f7 чорний кінь · g7 білий ферзь · b6 чорний пішак · d6 білий пішак · e6 білий пішак · d5 чорний король · c4 білий кінь · a3 чорна тура · e3 чорний пішак · g3 білий кінь · e2 чорний кінь · b1 чорний ферзь | h8 білий слон · c7 біла тура · e7 білий король · f7 чорний кінь · g7 білий ферзь · b6 чорний пішак · d6 білий пішак · e6 білий пішак · d5 чорний король · c4 білий кінь · a3 чорна тура · e3 чорний пішак · g3 білий кінь · e2 чорний кінь · b1 чорний ферзь | h8 білий слон · c7 біла тура · e7 білий король · f7 чорний кінь · g7 білий ферзь · b6 чорний пішак · d6 білий пішак · e6 білий пішак · d5 чорний король · c4 білий кінь · a3 чорна тура · e3 чорний пішак · g3 білий кінь · e2 чорний кінь · b1 чорний ферзь | h8 білий слон · c7 біла тура · e7 білий король · f7 чорний кінь · g7 білий ферзь · b6 чорний пішак · d6 білий пішак · e6 білий пішак · d5 чорний король · c4 білий кінь · a3 чорна тура · e3 чорний пішак · g3 білий кінь · e2 чорний кінь · b1 чорний ферзь | h8 білий слон · c7 біла тура · e7 білий король · f7 чорний кінь · g7 білий ферзь · b6 чорний пішак · d6 білий пішак · e6 білий пішак · d5 чорний король · c4 білий кінь · a3 чорна тура · e3 чорний пішак · g3 білий кінь · e2 чорний кінь · b1 чорний ферзь | h8 білий слон · c7 біла тура · e7 білий король · f7 чорний кінь · g7 білий ферзь · b6 чорний пішак · d6 білий пішак · e6 білий пішак · d5 чорний король · c4 білий кінь · a3 чорна тура · e3 чорний пішак · g3 білий кінь · e2 чорний кінь · b1 чорний ферзь | h8 білий слон · c7 біла тура · e7 білий король · f7 чорний кінь · g7 білий ферзь · b6 чорний пішак · d6 білий пішак · e6 білий пішак · d5 чорний король · c4 білий кінь · a3 чорна тура · e3 чорний пішак · g3 білий кінь · e2 чорний кінь · b1 чорний ферзь | h8 білий слон · c7 біла тура · e7 білий король · f7 чорний кінь · g7 білий ферзь · b6 чорний пішак · d6 білий пішак · e6 білий пішак · d5 чорний король · c4 білий кінь · a3 чорна тура · e3 чорний пішак · g3 білий кінь · e2 чорний кінь · b1 чорний ферзь | 4 |
| 3 | h8 білий слон · c7 біла тура · e7 білий король · f7 чорний кінь · g7 білий ферзь · b6 чорний пішак · d6 білий пішак · e6 білий пішак · d5 чорний король · c4 білий кінь · a3 чорна тура · e3 чорний пішак · g3 білий кінь · e2 чорний кінь · b1 чорний ферзь | h8 білий слон · c7 біла тура · e7 білий король · f7 чорний кінь · g7 білий ферзь · b6 чорний пішак · d6 білий пішак · e6 білий пішак · d5 чорний король · c4 білий кінь · a3 чорна тура · e3 чорний пішак · g3 білий кінь · e2 чорний кінь · b1 чорний ферзь | h8 білий слон · c7 біла тура · e7 білий король · f7 чорний кінь · g7 білий ферзь · b6 чорний пішак · d6 білий пішак · e6 білий пішак · d5 чорний король · c4 білий кінь · a3 чорна тура · e3 чорний пішак · g3 білий кінь · e2 чорний кінь · b1 чорний ферзь | h8 білий слон · c7 біла тура · e7 білий король · f7 чорний кінь · g7 білий ферзь · b6 чорний пішак · d6 білий пішак · e6 білий пішак · d5 чорний король · c4 білий кінь · a3 чорна тура · e3 чорний пішак · g3 білий кінь · e2 чорний кінь · b1 чорний ферзь | h8 білий слон · c7 біла тура · e7 білий король · f7 чорний кінь · g7 білий ферзь · b6 чорний пішак · d6 білий пішак · e6 білий пішак · d5 чорний король · c4 білий кінь · a3 чорна тура · e3 чорний пішак · g3 білий кінь · e2 чорний кінь · b1 чорний ферзь | h8 білий слон · c7 біла тура · e7 білий король · f7 чорний кінь · g7 білий ферзь · b6 чорний пішак · d6 білий пішак · e6 білий пішак · d5 чорний король · c4 білий кінь · a3 чорна тура · e3 чорний пішак · g3 білий кінь · e2 чорний кінь · b1 чорний ферзь | h8 білий слон · c7 біла тура · e7 білий король · f7 чорний кінь · g7 білий ферзь · b6 чорний пішак · d6 білий пішак · e6 білий пішак · d5 чорний король · c4 білий кінь · a3 чорна тура · e3 чорний пішак · g3 білий кінь · e2 чорний кінь · b1 чорний ферзь | h8 білий слон · c7 біла тура · e7 білий король · f7 чорний кінь · g7 білий ферзь · b6 чорний пішак · d6 білий пішак · e6 білий пішак · d5 чорний король · c4 білий кінь · a3 чорна тура · e3 чорний пішак · g3 білий кінь · e2 чорний кінь · b1 чорний ферзь | 3 |
| 2 | h8 білий слон · c7 біла тура · e7 білий король · f7 чорний кінь · g7 білий ферзь · b6 чорний пішак · d6 білий пішак · e6 білий пішак · d5 чорний король · c4 білий кінь · a3 чорна тура · e3 чорний пішак · g3 білий кінь · e2 чорний кінь · b1 чорний ферзь | h8 білий слон · c7 біла тура · e7 білий король · f7 чорний кінь · g7 білий ферзь · b6 чорний пішак · d6 білий пішак · e6 білий пішак · d5 чорний король · c4 білий кінь · a3 чорна тура · e3 чорний пішак · g3 білий кінь · e2 чорний кінь · b1 чорний ферзь | h8 білий слон · c7 біла тура · e7 білий король · f7 чорний кінь · g7 білий ферзь · b6 чорний пішак · d6 білий пішак · e6 білий пішак · d5 чорний король · c4 білий кінь · a3 чорна тура · e3 чорний пішак · g3 білий кінь · e2 чорний кінь · b1 чорний ферзь | h8 білий слон · c7 біла тура · e7 білий король · f7 чорний кінь · g7 білий ферзь · b6 чорний пішак · d6 білий пішак · e6 білий пішак · d5 чорний король · c4 білий кінь · a3 чорна тура · e3 чорний пішак · g3 білий кінь · e2 чорний кінь · b1 чорний ферзь | h8 білий слон · c7 біла тура · e7 білий король · f7 чорний кінь · g7 білий ферзь · b6 чорний пішак · d6 білий пішак · e6 білий пішак · d5 чорний король · c4 білий кінь · a3 чорна тура · e3 чорний пішак · g3 білий кінь · e2 чорний кінь · b1 чорний ферзь | h8 білий слон · c7 біла тура · e7 білий король · f7 чорний кінь · g7 білий ферзь · b6 чорний пішак · d6 білий пішак · e6 білий пішак · d5 чорний король · c4 білий кінь · a3 чорна тура · e3 чорний пішак · g3 білий кінь · e2 чорний кінь · b1 чорний ферзь | h8 білий слон · c7 біла тура · e7 білий король · f7 чорний кінь · g7 білий ферзь · b6 чорний пішак · d6 білий пішак · e6 білий пішак · d5 чорний король · c4 білий кінь · a3 чорна тура · e3 чорний пішак · g3 білий кінь · e2 чорний кінь · b1 чорний ферзь | h8 білий слон · c7 біла тура · e7 білий король · f7 чорний кінь · g7 білий ферзь · b6 чорний пішак · d6 білий пішак · e6 білий пішак · d5 чорний король · c4 білий кінь · a3 чорна тура · e3 чорний пішак · g3 білий кінь · e2 чорний кінь · b1 чорний ферзь | 2 |
| 1 | h8 білий слон · c7 біла тура · e7 білий король · f7 чорний кінь · g7 білий ферзь · b6 чорний пішак · d6 білий пішак · e6 білий пішак · d5 чорний король · c4 білий кінь · a3 чорна тура · e3 чорний пішак · g3 білий кінь · e2 чорний кінь · b1 чорний ферзь | h8 білий слон · c7 біла тура · e7 білий король · f7 чорний кінь · g7 білий ферзь · b6 чорний пішак · d6 білий пішак · e6 білий пішак · d5 чорний король · c4 білий кінь · a3 чорна тура · e3 чорний пішак · g3 білий кінь · e2 чорний кінь · b1 чорний ферзь | h8 білий слон · c7 біла тура · e7 білий король · f7 чорний кінь · g7 білий ферзь · b6 чорний пішак · d6 білий пішак · e6 білий пішак · d5 чорний король · c4 білий кінь · a3 чорна тура · e3 чорний пішак · g3 білий кінь · e2 чорний кінь · b1 чорний ферзь | h8 білий слон · c7 біла тура · e7 білий король · f7 чорний кінь · g7 білий ферзь · b6 чорний пішак · d6 білий пішак · e6 білий пішак · d5 чорний король · c4 білий кінь · a3 чорна тура · e3 чорний пішак · g3 білий кінь · e2 чорний кінь · b1 чорний ферзь | h8 білий слон · c7 біла тура · e7 білий король · f7 чорний кінь · g7 білий ферзь · b6 чорний пішак · d6 білий пішак · e6 білий пішак · d5 чорний король · c4 білий кінь · a3 чорна тура · e3 чорний пішак · g3 білий кінь · e2 чорний кінь · b1 чорний ферзь | h8 білий слон · c7 біла тура · e7 білий король · f7 чорний кінь · g7 білий ферзь · b6 чорний пішак · d6 білий пішак · e6 білий пішак · d5 чорний король · c4 білий кінь · a3 чорна тура · e3 чорний пішак · g3 білий кінь · e2 чорний кінь · b1 чорний ферзь | h8 білий слон · c7 біла тура · e7 білий король · f7 чорний кінь · g7 білий ферзь · b6 чорний пішак · d6 білий пішак · e6 білий пішак · d5 чорний король · c4 білий кінь · a3 чорна тура · e3 чорний пішак · g3 білий кінь · e2 чорний кінь · b1 чорний ферзь | h8 білий слон · c7 біла тура · e7 білий король · f7 чорний кінь · g7 білий ферзь · b6 чорний пішак · d6 білий пішак · e6 білий пішак · d5 чорний король · c4 білий кінь · a3 чорна тура · e3 чорний пішак · g3 білий кінь · e2 чорний кінь · b1 чорний ферзь | 1 |
|   | a | b | c | d | e | f | g | h |   |

FEN: 7B/2R1KnQ1/1p1PP3/3k4/2N5/r3p1N1/4n3/1q6

Qa1! ~ Zz
1... Rb3 2.Qa8#
1... Qb2 2.Qh1#
- — - — - — -
1... Rxa1 2.Sxe3#
1...Qxa1 2.Sxb6#
1...Se~ 2.Qd4#
1...Sc3! 2.Sxe3#
1...Sf~ 2.Qe5#
Білий ферзь пішов у засідку за чорні фігури, які при відході відкривають лінію «а», або першу горизонталь.

## Подвоєння ідеї
|   | a                                                                                                   | b                                                                                                   | c                                                                                                   | d                                                                                                   | e                                                                                                   | f                                                                                                   | g                                                                                                   | h                                                                                                   |   |
| 8 | f7 білий король · e4 біла тура · a3 чорна тура · c3 чорний пішак · b1 білий слон · g1 чорний король | f7 білий король · e4 біла тура · a3 чорна тура · c3 чорний пішак · b1 білий слон · g1 чорний король | f7 білий король · e4 біла тура · a3 чорна тура · c3 чорний пішак · b1 білий слон · g1 чорний король | f7 білий король · e4 біла тура · a3 чорна тура · c3 чорний пішак · b1 білий слон · g1 чорний король | f7 білий король · e4 біла тура · a3 чорна тура · c3 чорний пішак · b1 білий слон · g1 чорний король | f7 білий король · e4 біла тура · a3 чорна тура · c3 чорний пішак · b1 білий слон · g1 чорний король | f7 білий король · e4 біла тура · a3 чорна тура · c3 чорний пішак · b1 білий слон · g1 чорний король | f7 білий король · e4 біла тура · a3 чорна тура · c3 чорний пішак · b1 білий слон · g1 чорний король | 8 |
| 7 | f7 білий король · e4 біла тура · a3 чорна тура · c3 чорний пішак · b1 білий слон · g1 чорний король | f7 білий король · e4 біла тура · a3 чорна тура · c3 чорний пішак · b1 білий слон · g1 чорний король | f7 білий король · e4 біла тура · a3 чорна тура · c3 чорний пішак · b1 білий слон · g1 чорний король | f7 білий король · e4 біла тура · a3 чорна тура · c3 чорний пішак · b1 білий слон · g1 чорний король | f7 білий король · e4 біла тура · a3 чорна тура · c3 чорний пішак · b1 білий слон · g1 чорний король | f7 білий король · e4 біла тура · a3 чорна тура · c3 чорний пішак · b1 білий слон · g1 чорний король | f7 білий король · e4 біла тура · a3 чорна тура · c3 чорний пішак · b1 білий слон · g1 чорний король | f7 білий король · e4 біла тура · a3 чорна тура · c3 чорний пішак · b1 білий слон · g1 чорний король | 7 |
| 6 | f7 білий король · e4 біла тура · a3 чорна тура · c3 чорний пішак · b1 білий слон · g1 чорний король | f7 білий король · e4 біла тура · a3 чорна тура · c3 чорний пішак · b1 білий слон · g1 чорний король | f7 білий король · e4 біла тура · a3 чорна тура · c3 чорний пішак · b1 білий слон · g1 чорний король | f7 білий король · e4 біла тура · a3 чорна тура · c3 чорний пішак · b1 білий слон · g1 чорний король | f7 білий король · e4 біла тура · a3 чорна тура · c3 чорний пішак · b1 білий слон · g1 чорний король | f7 білий король · e4 біла тура · a3 чорна тура · c3 чорний пішак · b1 білий слон · g1 чорний король | f7 білий король · e4 біла тура · a3 чорна тура · c3 чорний пішак · b1 білий слон · g1 чорний король | f7 білий король · e4 біла тура · a3 чорна тура · c3 чорний пішак · b1 білий слон · g1 чорний король | 6 |
| 5 | f7 білий король · e4 біла тура · a3 чорна тура · c3 чорний пішак · b1 білий слон · g1 чорний король | f7 білий король · e4 біла тура · a3 чорна тура · c3 чорний пішак · b1 білий слон · g1 чорний король | f7 білий король · e4 біла тура · a3 чорна тура · c3 чорний пішак · b1 білий слон · g1 чорний король | f7 білий король · e4 біла тура · a3 чорна тура · c3 чорний пішак · b1 білий слон · g1 чорний король | f7 білий король · e4 біла тура · a3 чорна тура · c3 чорний пішак · b1 білий слон · g1 чорний король | f7 білий король · e4 біла тура · a3 чорна тура · c3 чорний пішак · b1 білий слон · g1 чорний король | f7 білий король · e4 біла тура · a3 чорна тура · c3 чорний пішак · b1 білий слон · g1 чорний король | f7 білий король · e4 біла тура · a3 чорна тура · c3 чорний пішак · b1 білий слон · g1 чорний король | 5 |
| 4 | f7 білий король · e4 біла тура · a3 чорна тура · c3 чорний пішак · b1 білий слон · g1 чорний король | f7 білий король · e4 біла тура · a3 чорна тура · c3 чорний пішак · b1 білий слон · g1 чорний король | f7 білий король · e4 біла тура · a3 чорна тура · c3 чорний пішак · b1 білий слон · g1 чорний король | f7 білий король · e4 біла тура · a3 чорна тура · c3 чорний пішак · b1 білий слон · g1 чорний король | f7 білий король · e4 біла тура · a3 чорна тура · c3 чорний пішак · b1 білий слон · g1 чорний король | f7 білий король · e4 біла тура · a3 чорна тура · c3 чорний пішак · b1 білий слон · g1 чорний король | f7 білий король · e4 біла тура · a3 чорна тура · c3 чорний пішак · b1 білий слон · g1 чорний король | f7 білий король · e4 біла тура · a3 чорна тура · c3 чорний пішак · b1 білий слон · g1 чорний король | 4 |
| 3 | f7 білий король · e4 біла тура · a3 чорна тура · c3 чорний пішак · b1 білий слон · g1 чорний король | f7 білий король · e4 біла тура · a3 чорна тура · c3 чорний пішак · b1 білий слон · g1 чорний король | f7 білий король · e4 біла тура · a3 чорна тура · c3 чорний пішак · b1 білий слон · g1 чорний король | f7 білий король · e4 біла тура · a3 чорна тура · c3 чорний пішак · b1 білий слон · g1 чорний король | f7 білий король · e4 біла тура · a3 чорна тура · c3 чорний пішак · b1 білий слон · g1 чорний король | f7 білий король · e4 біла тура · a3 чорна тура · c3 чорний пішак · b1 білий слон · g1 чорний король | f7 білий король · e4 біла тура · a3 чорна тура · c3 чорний пішак · b1 білий слон · g1 чорний король | f7 білий король · e4 біла тура · a3 чорна тура · c3 чорний пішак · b1 білий слон · g1 чорний король | 3 |
| 2 | f7 білий король · e4 біла тура · a3 чорна тура · c3 чорний пішак · b1 білий слон · g1 чорний король | f7 білий король · e4 біла тура · a3 чорна тура · c3 чорний пішак · b1 білий слон · g1 чорний король | f7 білий король · e4 біла тура · a3 чорна тура · c3 чорний пішак · b1 білий слон · g1 чорний король | f7 білий король · e4 біла тура · a3 чорна тура · c3 чорний пішак · b1 білий слон · g1 чорний король | f7 білий король · e4 біла тура · a3 чорна тура · c3 чорний пішак · b1 білий слон · g1 чорний король | f7 білий король · e4 біла тура · a3 чорна тура · c3 чорний пішак · b1 білий слон · g1 чорний король | f7 білий король · e4 біла тура · a3 чорна тура · c3 чорний пішак · b1 білий слон · g1 чорний король | f7 білий король · e4 біла тура · a3 чорна тура · c3 чорний пішак · b1 білий слон · g1 чорний король | 2 |
| 1 | f7 білий король · e4 біла тура · a3 чорна тура · c3 чорний пішак · b1 білий слон · g1 чорний король | f7 білий король · e4 біла тура · a3 чорна тура · c3 чорний пішак · b1 білий слон · g1 чорний король | f7 білий король · e4 біла тура · a3 чорна тура · c3 чорний пішак · b1 білий слон · g1 чорний король | f7 білий король · e4 біла тура · a3 чорна тура · c3 чорний пішак · b1 білий слон · g1 чорний король | f7 білий король · e4 біла тура · a3 чорна тура · c3 чорний пішак · b1 білий слон · g1 чорний король | f7 білий король · e4 біла тура · a3 чорна тура · c3 чорний пішак · b1 білий слон · g1 чорний король | f7 білий король · e4 біла тура · a3 чорна тура · c3 чорний пішак · b1 білий слон · g1 чорний король | f7 білий король · e4 біла тура · a3 чорна тура · c3 чорний пішак · b1 білий слон · g1 чорний король | 1 |
|   | a                                                                                                   | b                                                                                                   | c                                                                                                   | d                                                                                                   | e                                                                                                   | f                                                                                                   | g                                                                                                   | h                                                                                                   |   |

	
FEN: 8/5K2/8/8/4R3/r1p5/8/1B4k1
2 Sol

I  1.Ra1 Ba2 2.Kh1 Bd5 3.Rg1 Rh4# (MM)

II 1.Ra2 Ra4 2.Rh2 Ra1 3.Kh1 Be4# (MM)
В кожній фазі двічі фігури стають в засідку.